# Hornberga kapell
Hornberga kapell är ett kapell som tillhör Orsa församling i Västerås stift. Kapellet ligger på en kulle i skogsbyn Hornberga.

## Kapellet
Kapellet uppfördes 1960 - 1962 på initiativ av byns kapellag under ledning av prästen Olof Hambraeus. 1962 invigdes kapellet av biskop Johan Olof Cullberg. Stommen till kapellet är en ombyggd lada som monterades ned och uppfördes på sin nuvarande plats. Kapellet består av rektangulärt långhus med öst-västlig orientering. Vid nordöstra sidan finns en vidbyggd sakristia och vid sydvästra sidan finns ingången. Ytterväggarna är knuttimrade och rödmålade, medan innerväggarna är klädda med granpanel. Fönstren är försedda med blyinfattat glas.

## Inventarier
- Orgeln är tillverkad av orgelbyggare Magnusson i Göteborg.
- Altartavlan är målad av Harry Sahlin i Uppsala.